# برنار بلیه
برنار بلیه (فرانسوی: Bernard Blier‎؛ ‏ ۱۱ ژانویهٔ ۱۹۱۶ – ۲۹ مارس ۱۹۸۹) بازیگر اهل فرانسه بود.

## فیلم‌شناسی
از فیلم‌ها یا برنامه‌های تلویزیونی که وی در آن نقش داشته‌است، می‌توان به دوستان من، مرد سال، به نوبت، بیمار خیالی، بی‌غیرت ارجمند، جنگ بزرگ، روز برمی‌آید، آیا قهرمانان ما قادر به یافتن دوستشان که به طرز مرموزی در آفریقا ناپدید شده هستند؟، بینوایان، شور عشق، بازگشت به زندگی، مرد قدبلند بلوند و جن‌زدگان اشاره کرد.